# Ivan Martos
Ivan Petrovitj Martos (ryska: Иван Петрович Мартос), född 1752 i Itjnja, guvernementet Poltava, död 17 april (gamla stilen: 5 april) 1835 i Sankt Petersburg, var en rysk skulptör.
Ivan Martos blev 1764 lärjunge vid konstakademien i Sankt Petersburg och erhöll 1773 resestipendium till Rom, där han studerade för Anton Raphael Mengs. Efter sin återkomst hem blev han ledamot av akademien och 1814 dess rektor. Han utförde minnesvårdar över storfurstinnan Alexandra Pavlovna i Pavlovsk, över kejsar Pauls gemål, furst Grigorij Potemkin i Cherson och skalden Michail Lomonosov i Archangelsk. Hans mest populära verk är dubbelstatyn över hjältarna Minin och Pozjarskij i Moskva.